# لوخ نا فوئی
لوخ نا فوئی (به لاتین: Loch Na Fooey) یک دریاچه در جمهوری ایرلند است که در شهرستان گالوی واقع شده‌است.